# Verklaring arbeidsrelatie
De Verklaring arbeidsrelatie (VAR) was een verklaring van de Belastingdienst die opdrachtgever en opdrachtnemer zekerheid beoogde te geven over de fiscale en sociaal-zekerheidsrechtelijke status van inkomsten die een natuurlijk persoon voor persoonlijke werkzaamheden verkrijgt. De VAR heeft van 2005 tot 1 mei 2016 dienstgedaan en is  vervangen door de Deregulering Beoordeling Arbeidsrelaties.

## Soorten verklaringen
De Belastingdienst beoordeelde de fiscale status aan de hand van de aanvraag. Op basis hiervan werd vervolgens de VAR afgegeven.
Welk type VAR werd afgegeven, hing af van in welke hoedanigheid de aanvrager (altijd een natuurlijk persoon) werkzaamheden gaat verrichtten. Inkomsten konden worden aangemerkt als:
- winst uit onderneming (VAR-wuo);
- loon uit dienstbetrekking (VAR-loon);
- resultaat uit overige werkzaamheden (VAR-row);
- inkomsten uit werkzaamheden voor rekening en risico van een vennootschap (VAR-dga).

## Reden voor aanvragen VAR
De VAR werd veelal op verzoek van een opdrachtgever door de opdrachtnemer aangevraagd. De reden is dat de opdrachtgever zekerheid wil hebben over de fiscale en sociaal-zekerheidsrechtelijke status van degene die werkzaamheden voor de opdrachtgever verricht. Indien er sprake is van een dienstbetrekking dient de opdrachtgever namelijk verplicht loonheffingen in te houden op de beloning die de opdrachtgever aan de opdrachtnemer betaalt. 
Met behulp van de VAR-wuo of VAR-dga verkreeg de opdrachtgever zekerheid dat hij dit niet hoefde te doen. Mocht de Belastingdienst bij het beoordelen van de werkzaamheden toch het standpunt innemen dat er sprake is van loon uit dienstbetrekking dan kan de verschuldigde loonheffing niet bij de opdrachtgever worden nageheven, maar slechts bij de opdrachtnemer. Is aan de opdrachtnemer een VAR-loon uitgereikt, dan diende de opdrachtgever wel loonheffingen in te houden. In geval van een VAR-row diende de opdrachtgever zelf na te gaan of hij al dan niet loonheffingen dient in te houden. Het belang van de VAR-row was daarmee beperkt.
Een VAR had geen gevolgen voor de beoordeling van de aangifte inkomsten- of loonbelasting. De Belastingdienst beoordeelt bijvoorbeeld achteraf opnieuw of arbeidsinkomen winst uit onderneming, loon uit dienstbetrekking of resultaat uit overige werkzaamheden is. Deze bevindingen konden wel betrokken worden bij de beoordeling van een nieuwe VAR-aanvraag.

## Aanvragen VAR
Een VAR kon worden aangevraagd bij de Belastingdienst. Ook was het mogelijk om een VAR online aan te vragen met het Digid.

### Vragen
De vragen die gesteld werden zijn:
Uw werkzaamheden
- omschrijf de soort werkzaamheden
- zijn de werkzaamheden al eerder beoordeeld
- hoe beoordeelt u zelf uw werkzaamheden
- hoeveel uur denkt u dit te doen
- hoeveel verschillende opdrachtgevers verwacht u dit jaar
- startdatum

Uw inkomsten
- geschatte jaarinkomsten
- houden uw opdrachtgevers loonheffingen in
- wordt u doorbetaald bij ziekte of vakantie
- krijgt u uw inkomsten voor meer dan 70% van een opdrachtgever

Uw werkwijze
- factureert u zelf
- bent u ingeschreven bij de Kamer van Koophandel
- hebt u een BTW-nummer
- investeert u jaarlijks meer dan 2500 euro
- werkt u op de locatie van uw opdrachtgever
- heeft u de benodigde vergunningen en / of certificaten
- houdt u een administratie bij

### Beoordeling
Als er aan de voorwaarden waarvoor de VAR is aangevraagd was voldaan, kreeg de aanvrager de verklaring. Deze verklaring was een jaar geldig en geldt alleen voor datgene waarvoor deze is aangevraagd. Zodra de omstandigheden wijzigen, was er een kans dat deze hiervoor niet meer geldig was. Het kon bij wijzigen bijvoorbeeld gaan om een andere soort werkzaamheden of ander contract.
Bij de verklaring werd vooral gekeken naar de feitelijke omstandigheden. Hierbij werd onder andere gekeken in hoeverre er sprake is van een gezagsverhouding bij de opdrachtgever. Bij een ondernemer of row-genieter zal er sprake zijn van een zekere mate van zelfstandigheid, bij een dienstbetrekking is er duidelijk sprake van een gezagsverhouding.
Hoe minder vrijheid de aanvrager hierbij heeft hoe eerder er sprake zal zijn van een dienstbetrekking of een fictieve dienstbetrekking.
Bij de vraag of er sprake was van een VAR-wuo of een VAR-row werd onder andere gekeken in hoeverre de zelfstandige kon leven van de onderneming (onder andere winstverwachting), in hoeverre deze risico liep, de beschikbare tijd deze in de onderneming stak en hoeveel opdrachtgevers de ondernemer had. Ook de moeite om de onderneming aan de buitenwereld bekend te maken was van belang.
Bij de beoordeling was overigens niet één criterium van belang, maar vooral de samenhang van omstandigheden. (Zie voor meer informatie het arrest van de Hoge Raad van 28 februari 1990 (nr. 26.288 BNB 1990/107).)

## Wat stond erin?
In de VAR werd de fiscale status van de inkomsten vastgelegd. In een VAR staat dat de aanvrager voldoet aan de voorwaarden voor de VAR.

## Vervallen
Op 1 mei 2016 is de VAR afgeschaft met de Wet van 3 februari 2016 tot wijziging van enkele belastingwetten en enkele andere wetten ten behoeve van het afschaffen van de Verklaring arbeidsrelatie (Wet deregulering beoordeling arbeidsrelaties) (titel bij het oorspronkelijke wetsvoorstel: Wet invoering Beschikking geen loonheffingen).
Daarbij verviel onder meer Afdeling 3.15 IB (Zekerheid omtrent de aard van de voordelen uit een arbeidsrelatie), bestaande uit de artikelen 3.156 en 3.157.